# سیارک ۸۳۰۳
سیارک ۸۳۰۳ (به انگلیسی: 8303 Miyaji، نامگذاری:1995CO1) هشت هزار و سیصد و سومین سیارک کشف شده‌است که در ۹ فوریه ۱۹۹۵ کشف شد.
قدر مطلق سیارک برابر ۲۶.۹ است.